# Трёхгорная
Трёхго́рная (до 1948 года Конче́к; крымскотат. Тригірна, крымскотат. Könçek, Коньчек) — исчезнувший посёлок в Ленинском районе Республики Крым, располагавшееся на юге района и Керченского полуострова, на восточном берегу озера Узунлар, примерно в 9 км к юго-западу от современного села Марьевка.

## История
Первое документальное упоминание села встречается в Камеральном Описании Крыма… 1784 года, судя по которому, в последний период Крымского ханства Гонжек входил в Дин Керченский кадылык Кефинского каймаканства. После присоединения Крыма к России (8) 19 апреля 1783 года, (8) 19 февраля 1784 года, именным указом Екатерины II сенату, на территории бывшего Крымского Ханства была образована Таврическая область и деревня была приписана к Левкопольскому, а после ликвидации в 1787 году Левкопольского — к Феодосийскому уезду Таврической области. После Павловских реформ, с 1796 по 1802 год, входила в Акмечетский уезд Новороссийской губернии. По новому административному делению, после создания 8 (20) октября 1802 года Таврической губернии, Кончек был включён в состав Акмозской волости Феодосийского уезда.
По Ведомости о числе селений, названиях оных, в них дворов… состоящих в Феодосийском уезде от 14 октября 1805 года , в деревне Кончик числилось 12 дворов и 89 жителей. На военно-топографической карте генерал-майора Мухина 1817 года деревня Кенчек обозначена с 16 дворами. После реформы волостного деления 1829 года Копчек, согласно «Ведомости о казённых волостях Таврической губернии 1829 года», отнесли к Чурубашской волости (переименованной из Аккозской). Видимо, вследствие эмиграции крымских татар в Турцию, деревня заметно опустела и на карте 1836 года в деревне обозначено 6 дворов, а на карте 1842 года Конак обозначен условным знаком «малая деревня», то есть, менее 5 дворов.
В 1860-х годах, после земской реформы Александра II, деревню приписали к Сарайминской волости. Согласно «Списку населённых мест Таврической губернии по сведениям 1864 года», составленному по результатам VIII ревизии 1864 года, Кончек — владельческая татарская деревня с 14 дворами, 81 жителем и мечетью при озере Узунларском. По обследованиям профессора А. Н. Козловского начала 1860-х годов, в селении «имеется хорошая пресная вода» в колодцах глубиной 1—5 саженей (от 2 до 10 м). Также имелись ауты, которые с наступлением лета высыхали (Аут — небольшой пруд в степном Крыму, наполнявшийся дождевой и талой водой). На трёхверстовой карте Шуберта 1865—1876 года в деревне Кончек обозначено 10 дворов. По «Памятной книге Таврической губернии 1889 года», по результатам Х ревизии 1887 года, в деревнях Кыр-Кояш, Кончек, Узунлар, Чокур-Кояш, Чонгелек, Чобак и Элькеджи-Эли вместе числилось 152 двора и 847 жителей. По «…Памятной книжке Таврической губернии на 1892 год» в безземельной деревне Кончек, не входившей ни в одно сельское общество, числилось 102 жителя, домохозяйств не имеющих. На верстовой карте Крыма 1896 года в селении обозначено 26 дворов с татарским населением и мечеть. По «…Памятной книжке Таврической губернии на 1902 год» в деревне Кончек, входившей в Сарайминское сельское общество, числилось 93 жителя, домохозяйств не имеющих. По Статистическому справочнику Таврической губернии. Ч.II-я. Статистический очерк, выпуск пятый Феодосийский уезд, 1915 год, в деревне Кончек (на земле Дуранте) Сарайминской волости Феодосийского уезда числилось 17 дворов (все дворы безземельные) с татарским населением в количестве 32 человек приписных жителей и 78 «посторонних», из которых 62 мужчины и 48 женщин. Жители землёй не владели, в хозяйствах имелось 82 лошади, 10 волов, 27 коров и 530 голов овец, свиней, или коз.
После установления в Крыму Советской власти, по постановлению Крымревкома, 25 декабря 1920 года из Феодосийского уезда был выделен Керченский (степной) уезд, а, постановлением ревкома № 206 «Об изменении административных границ» от 8 января 1921 года была упразднена волостная система и в составе Керченского уезда был создан Керченский район в который вошло село (в 1922 году уезды получили название округов. 11 октября 1923 года, согласно постановлению ВЦИК, в административное деление Крымской АССР были внесены изменения, в результате которых округа были отменены и основной административной единицей стал Керченский район в который вошло село. Согласно Списку населённых пунктов Крымской АССР по Всесоюзной переписи 17 декабря 1926 года, в селе Кончек, Марьевского сельсовета Керченского района, числилось 25 дворов, из них 24 крестьянских, население составляло 125 человек, все татары, действовала татарская школа I ступени (пятилетка). Постановлением ВЦИК «О реорганизации сети районов Крымской АССР» от 30 октября 1930 года (по другим сведениям 15 сентября 1931 года) Керченский район упразднили и село включили в состав Ленинского, а, с образованием в 1935 году Маяк-Салынского района (переименованного 14 декабря 1944 года в Приморский) — в состав нового района. По данным всесоюзной переписи населения 1939 года в селе проживало 266 человек. На подробной карте РККА Керченского полуострова 1941 года в Кончеке отмечено 22 двора.
В годы Великой Отечественной войны 2 жителя Кончека пали в боях с захватчиками — об этом извещает надпись на памятном знаке в честь погибших воинов-односельчан, установленном в центре сельского поселения Марьевке.
В 1944 году, после освобождения Крыма от фашистов, согласно постановлению ГКО № 5859 от 11 мая 1944 года, 18 мая крымские татары были депортированы в Среднюю Азию. 12 августа 1944 года было принято постановление № ГОКО-6372с «О переселении колхозников в районы Крыма» и в сентябре того же года в район приехали первые новоселы 204 семьи из Тамбовской области, а в начале 1950-х годов последовала вторая волна переселенцев из различных областей Украины. С 25 июня 1946 года селение в составе Крымской области РСФСР. Указом Президиума Верховного Совета РСФСР от 18 мая 1948 года, Кончек переименовали в Трёхгорную. 26 апреля 1954 года Крымская область была передана из состава РСФСР в состав УССР. Исключено из учётных данных в 1958 году (согласно справочнику «Крымская область. Административно-территориальное деление на 1 января 1968 года» — в период с 1954 по 1968 год, как посёлок Заветненского сельсовета).

### Динамика численности населения
| - 1805 год — 89 чел. - 1864 год — 81 чел. - 1889 год — 847 чел. - 1892 год — 102 чел. | - 1902 год — 93 чел. - 1915 год — 32/78 чел. - 1926 год — 125 чел. - 1939 год — 266 чел. |